# Johann Christoph von Wöllner
Johann Christoph von Wöllner (ur. 19 maja 1732 w Döbritz, zm. 10 września 1800 w Groß Rietz) − był pruskim pastorem i politykiem. 
W latach 1749–54 studiował teologię w Halle. Głosił pietyzm i pisał pamflety religijne. Był przeciwnikiem Fryderyka Wielkiego. W roku 1770 książę Henryk Pruski uczynił go swym doradcą. Wkrótce potem Wöllner został wolnomularzem w loży Zu den Drei Weltkugeln. Gdy religijny i przesądny Fryderyk Wilhelm II Pruski przejął tron (1786), Wöllner uzyskał wpływy na dworze. W 1788 spowodował, że minister-reformator Karl von Zedlitz stracił swe stanowisko. Ze śmiercią Fryderyka Wilhelma II 6 listopada 1797 roku skończyła się jego kariera polityczna. Osiadł więc w zakupionym w 1790 majątku Groß-Rietz i tam zmarł w roku 1800.